# Sam Berger
Samuel Berger, detto Sam (Chicago, 25 dicembre 1884 – San Francisco, 23 febbraio 1925), è stato un pugile statunitense.
Partecipò alle gare di pugilato dei pesi massimi ai Giochi olimpici di Saint Louis 1904, dove vinse la medaglia d'oro sconfiggendo in finale Charles Mayer.
Nel 1985 fu introdotto nella International Jewish Sports Hall of Fame.

## Palmarès
- Giochi olimpici

St. Louis 1904: una medaglia d'oro nella categoria pesi massimi.